# Мякотин, Василий Васильевич
Василий Васильевич Мякотин (15 марта 1917, Хлебниково, Тамбовская губерния — 15 июня 1976, Сосновка, Тамбовская область) — подполковник Советской Армии, участник Великой Отечественной войны, Герой Советского Союза (1944).

## Биография
Василий Мякотин родился 15 марта 1917 года в селе Хлебниково (ныне Сосновского района Тамбовской области). После окончания семи классов школы работал водителем в Сосновке. В 1937 году Мякотин был призван на службу в Рабоче-крестьянскую Красную Армию. В 1939 году он окончил Одесское военно-политическое училище. С начала Великой Отечественной войны — на её фронтах. В боях два раза был контужен.
К октябрю 1943 года майор Василий Мякотин командовал 1118-м стрелковым полком 333-й стрелковой дивизии 6-й армии 3-го Украинского фронта. Отличился во время битвы за Днепр. В ночь с 25 на 26 ноября 1943 года полк Мякотина успешно переправился через Днепр в районе села Каневское Запорожского района Запорожской области Украинской ССР и захватил плацдарм на его западном берегу, освободил Каневское. За четыре дня боёв полком было уничтожено около 700 солдат и офицеров противника, ещё 13 взято в плен, уничтожено 3 вражеских военных склада.
Указом Президиума Верховного Совета СССР от 22 февраля 1944 года за «образцовое выполнение заданий командования на фронте борьбы с немецкими захватчиками и проявленные при этом отвагу и геройство» майор Василий Мякотин был удостоен высокого звания Героя Советского Союза с вручением ордена Ленина и медали «Золотая Звезда».
После окончания войны Мякотин продолжил службу в Советской Армии. В 1953 году в звании подполковника он был уволен в запас. Проживал в Сосновке, руководил районным комитетом ДОСААФ, преподавал в средней школе. Умер 15 июня 1976 года, похоронен в Сосновке.
Был также награждён орденами Кутузова 3-й степени и Отечественной войны 2-й степени, рядом медалей.
В честь Мякотина названа улица в Сосновке.